# Правоъгълно число
Правоъгълно число се нарича число, което е член на редицата, дефинирана като произведения на две последователни естествени числа. По дефиниция "n"-тото по ред правоъгълно число е двойно по-голямо от n-тото триъгълно число. Първите няколко числа от редицата са:
0, 2, 6, 12, 20, 30, 42, 56, 72, 90, 110, 132, 156, 182, 210, 240, 272, 306, 342, 380, 420, 462 …
Таблично оформени, правоъгълните числа представят следната последователност:
```
**  ***  ****  *****  ******  *******
    ***  ****  *****  ******  *******
         ****  *****  ******  *******
               *****  ******  *******
                      ******  *******
                              *******

```

, от което идва името им (вж. квадратно число и триъгълно число).

## Свойства
Правоъгълното число може да бъде изразено също като n2 + n. N-тото правоъгълно число е сборът на първите n четни естествени числа, както и разликата между (2n − 1)2 и n-тото шестоъгълно число. Правоъгълните числа могат да се открият и с формулата (n+1)*n.
Всички правоъгълни числа са четни, следователно 2 е единственото просто число измежду тях, както и единственото число от редицата, което се среща и в редицата на Фибоначи.
Стойността на функцията на Мьобиус μ(x) за което и да е правоъгълно число е x = n(n + 1) и освен по обичайния начин може да се пресметне и като:μ(x) = μ(n) μ(n + 1).
Фактът, че последователните числа са взаимно прости, води до няколко интересни свойства за правоъгълните числа (като произведение на две последователни числа). Всеки отделен прост множител на правоъгълното число присъства само в един от множителите му. От това следва, че правоъгълното число не се дели на квадрата на никое число, ако и само ако n и n + 1 също не се делят на квадрат. Броят на различните прости множители на правоъгълното число е сборът на броя на тези на n и n + 1.